# Agaraza
Agaraza (EC 3.2.1.81, AgaA, AgaB, endo-beta-agaraza, agarozna 3-glikanohidrolaza) je enzim sa sistematskim imenom agaroza 4-glikanohidrolaza. Ovaj enzim katalizuje sledeću hemijsku reakciju
hidroliza (1->4)-beta-D-galaktozidinih veza u agarozi, kojom se formira tetramer kao predominantni produkt
Ovaj enzim takođe deluje on porfiran.

## Literatura
- Nicholas C. Price; Lewis Stevens (1999). Fundamentals of Enzymology: The Cell and Molecular Biology of Catalytic Proteins (Third изд.). USA: Oxford University Press. ISBN 019850229X.
- Eric J. Toone (2006). Advances in Enzymology and Related Areas of Molecular Biology, Protein Evolution (Volume 75 изд.). Wiley-Interscience. ISBN 0471205036.
- Branden C; Tooze J. Introduction to Protein Structure. New York, NY: Garland Publishing. ISBN 0-8153-2305-0.
- Irwin H. Segel. Enzyme Kinetics: Behavior and Analysis of Rapid Equilibrium and Steady-State Enzyme Systems (Book 44 изд.). Wiley Classics Library. ISBN 0471303097.

## Spoljašnje veze
- Beta-agarase на 